# Milou Deelen
Milou Deelen (Amsterdam, 9 oktober 1995) is een Nederlandse journaliste en feministisch activiste.

## Familie en opleiding
Deelen is een dochter van Barbara van Beukering, en een kleindochter van Cootje van Beukering-Dijk. Haar vader is acteur en voormalig reclameman Thomas Deelen. Een van haar zussen is redactrice bij de VPRO.
Ze zat op het Hervormd Lyceum Zuid. Ze studeerde Europese Talen en Culturen aan de Rijksuniversiteit Groningen en studeerde daarna aan de Universiteit van Amsterdam.

## Carrière
Deelen stoorde zich als lid van Vindicat aan het daar heersende seksisme: veel seks hebben en erover praten werd gezien als goed bij mannen, maar denigrerend bij vrouwen. Zelf werd ze slachtoffer van slutshaming, zo was ze de hoofdpersoon van een traditioneel lied over "het laagste meisje van het jaar". Erger werd het nadat de vriend van een clubgenoot met Deelen was vreemdgegaan. Op Internationale Vrouwendag 2017 publiceerde ze via Facebook een virale video waarin ze vellen papier met de scheldwoorden toonde. Het bestuur steunde haar. In de reacties werd ze naast positieve reacties ook uitgescholden, ze werd door jongens gebeld en op WhatsApp ontving ze scheldpartijen en dickpics en werd ze in chats gezet. Zij en familieleden werden gedoxxt. Ze stopte met haar studie en keerde terug naar Amsterdam. Het jaarlijkse lied werd afgeschaft. Ze belandde zo in het feminisme en de journalistiek.
In juli 2017 werd Deelen tijdens haar werk als serveerster onder haar rok gefotografeerd door een bezoeker. Ze pakte zijn telefoon af en verwijderde de foto's. Hij kreeg een toegangsverbod, en Deelen schreef een open brief aan hem in Het Parool. Op 21 juli 2018 stond ze naakt op de cover van Vrouw, als statement voor zelfeigenaarschap inzake naaktheid. Tijdens de Pride Amsterdam 2018 danste ze topless op straat. Beelden hiervan werden op Dumpert geplaatst.
Deelen heeft geschreven voor Vice Nederland, Linda.Meiden, Volkskrant Magazine, Het Parool, Glamour, Grazia, &C en Viva. Ze was een van de initiatiefnemers van de webserie Het F-woord (HUMAN, 2020) over een vermeende vierde golf van het feminisme.
Deelen is een intersectioneel feminist. In 2018 ging ze op de Internationale Dag van de Vrede op de foto met een activiste voor hoofddoekjes bij de politie, ten behoeve van eenheid onder vrouwen. In hun boek Krabben (2020) roepen Daan Borrel en Deelen op tot meer solidariteit tussen vrouwen.
In 2019 sprak Deelen in Brandpunt+ met de directeur van de pro-life-stichting Schreeuw om Leven. Ze wil dat anticonceptie terugkeert in het basispakket. Voor Deelens boek Hoe doen we het? (2022) sprak ze met veertien bekende vrouwen over seks. Deelen heeft op haar enkel een tatoeage van een clitoris om aandacht te vragen voor de orgasmekloof.
Tijdens het winterseizoen 2022/2023 deed Deelen mee aan De slimste mens.
Tijdens de coronacrisis werd Deelen, in haar hoedanigheid als journalist, door het RIVM ingehuurd voor voorlichting. Dergelijke samenwerking ligt gevoelig, omdat pers en overheid tegenover elkaar kunnen staan. Er was discussie of haar bijdrage wel journalistiek was.

## Verder lezen
- Tim van Erp, "Barbara is Milou Deelens moeder: 'Als kind liet ze zich al door niemand leiden'", LINDA., 12 mei 2019.
- Merijn van Nuland, "Weer gaat het mis bij het studentencorps. ‘Vrouwen zeggen heel duidelijk: dit pikken wij niet’", Trouw, 26 juli 2022.